# Finale della UEFA Europa League 2010-2011
La finale della 2ª edizione dell'Europa League si è disputata il 18 maggio 2011 all'Aviva Stadium di Dublino, in Irlanda, tra due squadre della Primeira Liga portoghese: il Porto e il Braga.
L'incontro, arbitrato dallo spagnolo Carlos Velasco Carballo, ha visto la vittoria del Porto, che si è imposto per 1-0 sul Braga, conquistando il trofeo per la seconda volta. I Dragões hanno così ottenuto il diritto di affrontare i vincitori della UEFA Champions League 2010-2011, gli spagnoli del Barcellona, nella Supercoppa UEFA 2011.

## Le squadre
| Squadre | Partecipazioni precedenti (il grassetto indica la vittoria) |
| ------- | ----------------------------------------------------------- |
| Porto   | 1 (2003)                                                    |
| Braga   | Nessuna                                                     |

## Antefatti
La finale del 2011 è il primo incontro in competizioni UEFA tra Porto e Braga, nonché la prima, sia nella storia del torneo, sia a livello continentale, in cui ad affrontarsi sono due squadre portoghesi. Per i Dragões si tratta della seconda presenza nell'atto conclusivo della manifestazione, dopo quello vinto nel 2003, mentre per l'allenatore André Villas-Boas è la prima apparizione. Per gli Arsenalistas si tratta non solo del primo atto conclusivo in tale torneo, ma anche dell'esordio assoluto in una finale di una kermesse europea, così come per il tecnico Domingos Paciência.

## Sede
La partita si è giocata all'Aviva Stadium di Dublino, cha ha ospitato la finale di UEFA Europa League per la prima volta. Prendendo in considerazione tutte le maggiori competizioni confederali, si tratta del primo atto conclusivo europeo a svolgersi in Irlanda.

## Il cammino verso la finale

### Porto
Il Porto di André Villas-Boas inizia il proprio cammino dalle fasi di qualificazione, dove supera i belgi del Genk nei play-off con un risultato complessivo di 7-2 tra andata, vinta per 3-0 in Belgio, e ritorno, trionfo per 4-2 in Portogallo, accedendo così alla fase a gironi della competizione.
I portoghesi vengono poi inseriti nel gruppo L con i turchi del Beşiktaş, i bulgari del CSKA Sofia e gli austriaci del Rapid Vienna. Nell'incontro d'esordio, i lusitani battono per 3-0 in casa il Rapid Vienna, prima di imporsi anche in trasferta per 1-0 sul CSKA Sofia; nella doppia sfida contro il Beşiktaş arrivano un'ulteriore vittoria esterna per 3-1 ed un pareggio interno per 1-1. Il girone si chiude con due affermazioni, quella per 3-1 sul campo innevato degli austriaci e quella casalinga a discapito dei bulgari, giunta col medesimo punteggio, che determinano il primo posto in classifica con 16 punti conquistati, derivanti appunto da cinque successi ed un pari.
Nei sedicesimi di finale, il Porto viene sorteggiato con gli spagnoli del Siviglia, eliminandoli grazie alla regola dei gol in trasferta sul risultato complessivo di 2-2 nella doppia sfida, generato dalla vittoria esterna per 2-1 (decidono le reti di Rolando e Fredy Guarín) e dall'ininfluente sconfitta interna per 1-0. Agli ottavi di finale, i portoghesi incontrano i russi del CSKA Mosca, battuti con un aggregato totale di 3-1 tra andata, vinta per 1-0 in trasferta, e ritorno, successo per 2-1 in casa. Ai quarti di finale, i lusitani pescano un'altra squadra russa, lo Spartak Mosca, superandolo con un larghissimo computo globale di 10-3 nel doppio confronto, ottenuto dal trionfo per 5-1 allo stadio do Dragão e da quello per 5-2 allo stadio Lužniki. Nelle semifinali, i Dragões affrontano gli spagnoli del Villarreal, avendo la meglio con punteggio complessivo di 7-4 nel doppio incrocio, vincendo per 5-1 a Porto nella gara d'andata e perdendo deleteriamente per 3-2 in quella di ritorno nella città castellonense. Per il club iberico si tratta della seconda finale nella manifestazione, a distanza di otto anni dall'ultima disputata.

### Braga
Il Braga di Domingos Paciência inizia invece il proprio cammino dalle fasi di qualificazione della Champions League, in cui supera dapprima gli scozzesi del Celtic nel terzo turno preliminare con un risultato complessivo di 4-2 tra andata, vinta per 3-0 in casa, e ritorno, sconfitta ininfluente per 2-1 in trasferta, e poi gli spagnoli del Siviglia nei play-off con un aggregato totale di 5-3 nel doppio confronto, determinato dal trionfo per 1-0 in Portogallo e da quello per 4-3 in Spagna, centrando dunque l'accesso alla fase a gironi della massima manifestazione europea.
I portoghesi sono poi inseriti nel gruppo H con gli inglesi dell'Arsenal, gli ucraini dello Šachtar e i serbi del Partizan. Nella partita di debutto, i lusitani perdono per 6-0 in trasferta contro l'Arsenal, prima di subire un'ulteriore sconfitta in casa per 3-0 contro lo Šachtar; nella doppia sfida con il Partizan arrivano tuttavia due vittorie, quella interna per 2-0 e quella esterna per 1-0. Il girone si completa con un altro importante trionfo casalingo per 2-0 ai danni degli inglesi ed una battuta d'arresto in trasferta per mano degli ucraini, giunta col medesimo punteggio, che sanciscono il terzo posto in classifica con 9 punti conquistati, frutto appunto di tre successi ed altrettante sconfitte, i quali costringono gli iberici al conseguente ripescaggio in Europa League.
Nei sedicesimi di finale, il Braga viene abbinato contro i polacchi del Lech Poznań, eliminati con un risultato complessivo di 2-1 tra andata, persa per 1-0 in trasferta, e ritorno, vinto per 2-0 in casa (decidono le reti di Alan e Rodrigo Lima). Agli ottavi di finale, i portoghesi incontrano gli inglesi del Liverpool, battendoli con un aggregato totale di 1-0 nel doppio confronto, derivante dal successo interno per 1-0 (risolve il rigore di Alan) e dallo stoico pareggio esterno per 0-0. Ai quarti di finale, i lusitani pescano gli ucraini della Dinamo Kiev, superandoli grazie alla regola dei gol in trasferta sul computo globale di 1-1 nella doppia sfida, generato dal pareggio per 0-0 allo stadio Municipal e da quello per 1-1 allo stadio Dynamo Lobanovs'kyj. Nelle semifinali, gli Arsenalistas affrontano i connazionali del Benfica, avendo nuovamente la meglio in virtù della regola dei gol fuori casa sul risultato complessivo di 2-2 nel doppio incrocio, perdendo per 2-1 a Lisbona nella gara d'andata e vincendo per 1-0 in quella di ritorno a Braga, dove una rete in apertura di Custódio consente al club iberico di raggiungere la sua prima finale in tale torneo, nonché la prima assoluta a livello continentale.

### Tabella riassuntiva del percorso
Note: In ogni risultato sottostante, il punteggio della finalista è menzionato per primo. (C: Casa; T: Trasferta)
| Squadra      | Pt | G |
| ------------ | -- | - |
| Porto        | 16 | 6 |
| Beşiktaş     | 13 | 6 |
| Rapid Vienna | 3  | 6 |
| CSKA Sofia   | 3  | 6 |

| Squadra  | Pt | G |
| -------- | -- | - |
| Šachtar  | 15 | 6 |
| Arsenal  | 12 | 6 |
| Braga    | 9  | 6 |
| Partizan | 0  | 6 |

## Contesto
All'Aviva Stadium di Dublino va in scena un sentito derby portoghese fra il Porto e il Braga, con i primi laureatisi freschi vincitori del campionato nazionale. L'allenatore dei Dragões, Villas-Boas, schiera la squadra con il 4-3-3: davanti al capitano Hélton, i terzini sono Pereira e Săpunaru, mentre al centro agisce la coppia di difensori formata da Otamendi e Rolando. A centrocampo, Fernando è il perno dinanzi la difesa, con ai suoi lati Moutinho e Guarín, mentre in attacco vi è il tridente composto da Hulk, Varela e Falcao, quest'ultimo capocannoniere del torneo. Il tecnico degli Arsenalistas, Paciência, sceglie invece lo schieramento col 4-2-3-1: davanti al portiere Artur, la retroguardia è costituita da Sílvio e Garcia come terzini e da Paulão e Rodríguez come difensori centrali. In mediana, il capitano Vandinho è affiancato da Custódio, mentre in fase offensiva, Alan, Viana e César sono i trequartisti alle spalle dell'unica punta Lima.

## La partita
Porto e Braga si ritrovano all'Aviva Stadium di Dublino nella prima finale tutta portoghese della storia a livello di competizioni UEFA.
Durante la prima frazione di gioco entrambe le formazioni vanno vicine al gol, prima il Braga con Custódio che calcia di poco a lato e poi il Porto con Hulk, il cui tiro sfiora il palo sinistro della porta di Artur Moraes. Al 44' il Porto passa in vantaggio con un colpo di testa di Radamel Falcao, che segna il suo 17° gol del torneo (record) sfruttando un perfetto cross del compagno Fredy Guarín. Nel secondo tempo il Braga spreca una grandissima occasione per pareggiare con il neo entrato Mossoró, il cui tiro da posizione ravvicinata viene parato con le gambe da Helton, che neutralizza un'altra pericolosa conclusione di Albert Meyong (subentrato a Lima). Nel finale il Porto argina bene i continui attacchi del Braga e la partita termina 1-0 in favore dei Dragões, che si aggiudicano la seconda UEFA Europa League della loro storia.

## Tabellino
| Arbitro: | Velasco Carballo |

|            |           |  |
| Falcao 44’ | Marcatori |  |

| Manica sinistra · Manica sinistra · Maglietta · Maglietta · Manica destra · Manica destra · Pantaloncini · Pantaloncini · Calzettoni | Manica sinistra · Manica sinistra · Maglietta · Maglietta · Manica destra · Manica destra · Pantaloncini · Calzettoni · Calzettoni |

|                   |    |                    |       |     |
|                   |    |                    |       |     |
| P                 | 1  | Hélton             | 90’   |     |
| D                 | 21 | Cristian Săpunaru  | 49’   |     |
| D                 | 14 | Rolando            | 90+3’ |     |
| D                 | 30 | Nicolás Otamendi   |       |     |
| D                 | 5  | Álvaro Pereira     |       |     |
| C                 | 25 | Fernando           |       |     |
| C                 | 6  | Fredy Guarín       |       | 73’ |
| C                 | 8  | João Moutinho      |       |     |
| A                 | 12 | Hulk               |       |     |
| A                 | 9  | Radamel Falcao     |       |     |
| A                 | 17 | Silvestre Varela   |       | 79’ |
| Sostituzioni:     |    |                    |       |     |
| P                 | 24 | Beto               |       |     |
| D                 | 4  | Maicon             |       |     |
| C                 | 7  | Fernando Belluschi |       | 73’ |
| A                 | 18 | Walter             |       |     |
| A                 | 19 | James Rodríguez    |       | 79’ |
| C                 | 23 | Josef Souza        |       |     |
| C                 | 28 | Rúben Micael       |       |     |
| Allenatore:       |    |                    |       |     |
| André Villas-Boas |    |                    |       |     |

|                    |    |                   |     |     |
|                    |    |                   |     |     |
| P                  | 1  | Artur Moraes      |     |     |
| D                  | 15 | Miguel Garcia     | 55’ |     |
| D                  | 3  | Paulão            |     |     |
| D                  | 2  | Alberto Rodríguez |     | 46’ |
| D                  | 28 | Sílvio            | 30’ |     |
| C                  | 27 | Custódio          |     |     |
| C                  | 88 | Vandinho          |     |     |
| C                  | 45 | Hugo Viana        | 24’ | 46’ |
| C                  | 30 | Alan              |     |     |
| C                  | 9  | Paulo César       |     |     |
| A                  | 18 | Lima              |     | 66’ |
| Sostituzioni:      |    |                   |     |     |
| P                  | 42 | Cristiano         |     |     |
| D                  | 4  | Kaká              | 80’ | 46’ |
| C                  | 8  | Mossoró           | 59’ | 46’ |
| A                  | 10 | Hélder Barbosa    |     |     |
| A                  | 19 | Albert Meyong     |     | 66’ |
| D                  | 20 | Elderson          |     |     |
| C                  | 25 | Leandro Salino    |     |     |
| Allenatore:        |    |                   |     |     |
| Domingos Paciência |    |                   |     |     |

| Uomo-partita: Radamel Falcao García (Porto) |